# Амакринові клітини

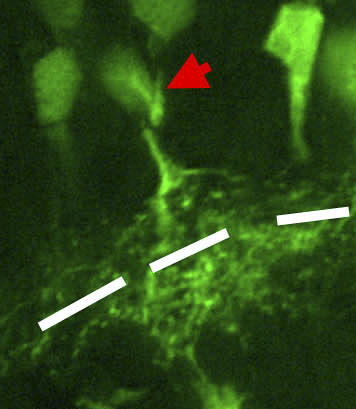
Сітківка, забарвлена cdk2/cyclin2. Червона стрілка вказує на амакринову клітину

Амакринові клітини — шар асоціативних нейронів сітківки, що отримують вхідні сигнали від біполярних нейронів та інших амакринових клітин і надсилають сигнали до гангліозних клітин та інших біполярів. Амакринові клітинки отримали таку назву, адже вважалося, що у них відсутній аксон. Однак на сьогодні відомо, що деякі амакринні шари (поля) сітківки хребетних мають аксоноподібні процеси, які, ймовірно, за своєю дією збігаються з реальними аксонами, бувши вихідними волокнами. Однак ці аксони не виходять за межі сітківки, як наприклад гангліозні клітини.

## Функціоналість
Амакринові клітини становлять 70% входів до гангліозних клітин сітківки. Біполярні клітини, що відповідальні за решту 30% входів регулюються амакриновими нейронами.
На відміну від горизонтальних і біполярних клітин, амакринові і гангліозні клітини є імпульсними нейронами. Зараз налічують близько 30 морфологічно та біохімічно різних типів цих клітин, які напевно виконують специфічні функції, оскільки виділяють різні нейромедіатори. Така різноманітність амакринових клітин зустрічається в нижчих хребетних і пов'язана з тим, що система детектування руху у них сформована вже в сітківці. Їх гангліозні клітини можуть аналізувати складну форму об'єктів, швидкість і напрямок руху — сітківка приматів цього робити не здатна. В сітківці приматів виявлено 6 типів амакринових нейронів. Деякі автори вважають, що їх функція може полягати в формуванні периферії рецептивних полів гангліозних клітин. Згідно з Hoyenga, амакринові клітини сітківки приматів мають круглі on-off та off-on рецептивні поля і регулюють ефективність синаптичної передачі між біполярними та гангліозними клітинами. Найімовірніше, що амакринові клітини формують рецептинвні поля γ-гангліозних клітин. Загалом, функції і зв'язки амакринових клітин з іншими нейронами сітківки в наш час[коли?] лишаються загадкою.